# Yossi Shivhon
Yossi Shivhon ( יוסי שבחון‎ - Petah Tikva, 22 de Março de 1982) é um futebolista israelense que joga no Maccabi Tel Aviv F.C..